# Акопян, Горик Гургенович
Горик Гургенович Акопян (арм. Գորիկ Հակոբյան; 11 февраля 1946, Ленинакан — 30 сентября 2017) — армянский деятель спецслужб, генерал-полковник Армении.

## Биография
- 1963—1968 — Ереванский политехнический институт. Инженер-механик.
- 1968—1971 — Высшие курсы КГБ СССР в Минске.
- С 1969 — работал в системе государственной безопасности, занимая различные должности, в начале в КГБ Армянской ССР, затем в государственном управлении национальной безопасности Республики Армения.
- 1997—1999 — заместитель министра внутренних дел и национальной безопасности Республики Армения.
- 1999—2002 — заместитель министра национальной безопасности Республики Армения.
- 2002—2004 — заместитель директора Службы национальной безопасности Республики Армения.
- С 8 ноября 2004 по 11 февраля 2016 — директор службы национальной безопасности Республики Армения.
- 12 февраля 2016 года был назначен советником Президента Республики Армения.

## Награды
- Орден Боевого креста II степени (29 декабря 2011 года) — за самоотверженность и значительный вклад в обеспечение безопасности Республики Армения[1].
- Орден Святого Вардана Мамиконяна (10 февраля 2016 года) — за большой личный вклад в обеспечение национальной безопасности Республики Армения, многолетнюю самоотверженную деятельность[2].
- Грамота Содружества Независимых Государств (3 сентября 2011 года) — за активную работу по укреплению и развитию Содружества Независимых Государств[3].